# グラインダーマン
グラインダーマンは、身体表現・舞台芸術の創造を目的とする日本のパフォーマンスグループ。東京を拠点に、国内外の劇場や美術館、街中からライブホールなどで作品を発表している。活動内容は公演作品・展示作品の発表、演出・振付の表現提供、アートプロジェクトの発案・推進などである。メンバーは演出家のタグチヒトシと振付家の伊豆牧子。